# Kevin McGiven
Kevin Daniel McGiven (Santa Clara, Kalifornia, 1977. március 19. –) amerikai amerikaifutball-játékos és -edző, 2025-től a Utah State Aggies támadókoordinátora és wide receivereinek edzője.

## Fiatalkora
A utahi Oremben nőtt fel és 1995-ben érettségizett a Mountain View középiskolában. 1995-ben a Kelet-arizonai Főiskola, 1996–1997-ben pedig a Louisiana Tech Bulldogs játékosa volt.
Üzleti alapdiplomáját 2001-ben szerezte a Utah Valley Universityn, testnevelési mesterdiplomáját pedig 2005-ben a Brigham Young Egyetemen.

## Pályafutása
1998-ban a Louisiana Tech Bulldogs helyettese, 2001-ben pedig a Mountain View középiskola wide receivereinek és tight endjeinek edzője volt. 2002 és 2004 között a BYU Cougars alkalmazta. 2005-ben a Southern Utah Thunderbirds, 2006 és 2008 között pedig a Weber State Wildcats támadókoordinátora volt; 2008-ban négy játékosa nyerte el az All-America elismerést. 2009-ben a Utah State Aggies, 2010–2011-ben pedig a Memphis Tigers alkalmazta.
2012-ben a Montana State Bobcats, 2013–2014-ben pedig a Utah State Aggies támadókoordinátora, illetve a quarterbackek edzője volt. 2015 és 2017 között ezen pozíciókat az Oregon State Beaversnél töltötte be; utóbbi csapatnál a quarterbackeknek nem volt ilyen játéktapasztalatuk.
2018 és 2020 között a San Jose State Spartans támadókoordinátora, 2021 és 2023 között quarterbackjeinek edzője, majd 2024-ben passzkoordinátora volt. 2025-ben visszatért az Aggieshoz a quarterbackek edzőjeként.

## Családja
Feleségével, Lindsayvel három fiuk (Peyton, K. J. és Beau), valamint egy lányuk (Ireland) született.

## Fordítás
- Ez a szócikk részben vagy egészben  a   Kevin McGiven című angol Wikipédia-szócikk ezen változatának fordításán alapul.  Az eredeti cikk szerkesztőit annak laptörténete sorolja fel. Ez a jelzés csupán a megfogalmazás eredetét és a szerzői jogokat jelzi, nem szolgál a cikkben szereplő információk forrásmegjelöléseként.